# 新幹線こだま号に特化した旅行商品と乗車券類
新幹線こだま号に特化した旅行商品と乗車券類（しんかんせんこだまごうにとっかしたりょこうしょうひんとじょうしゃけんるい）では、東海道・山陽新幹線に於いて各駅停車で運転されている「こだま」を利用することに特化した旅行商品並びに乗車券類についてとりあげる。
一部の旅行会社およびJRから、「こだま」を利用して片道或いは往復を旅行することに特化した商品が、JR通常発売額（運賃と特急料金等の合算額）と比べて格安な金額にて発売されている。

## ぷらっとこだま（東海道新幹線）
東海道新幹線を管轄するJR東海の子会社・ジェイアール東海ツアーズが企画・実施する旅行商品《フリープラン》。国鉄時代に「こだま」乗客増を狙って販売していた「こだまラウンドきっぷ」などに代わる商品として企画し、1990年4月27日よりぷらっとこだまエコノミープランとして発売を開始した。普通車（普通車指定席）用とグリーン車用の2タイプがラインナップされており、またいずれのタイプとも東海道新幹線の回数券や特別企画乗車券が使えない多客期（ゴールデンウィーク・旧盆・年末年始などの混雑する期間）にあっても利用可能となっている《ただし割増された繁忙期料金が適用される》。
さらに2007年からは、東京及び品川～名古屋間の往復利用に限り、JRハイウェイバス夜行便と組み合わせたプランも別途設定されている《この組み合わせプランに関しては、前記繁忙期には利用不可》。後に新横浜駅、静岡駅、浜松駅発着のプランが追加され、新横浜駅発着を除き昼行便と夜行便の選択が可能となっている。
なお本商品は運賃料金上限認可内で設定している価格のため、消費税率改定に合わせ消費税率引き上げを上回る価格改定をしている。実際2000年時点で東京 - 新大阪間は10000円(消費税税率5%時)だったところ、2019年時点で10800円(消費税率10%時)と8%も値上げしている。

### 旅行商品の内容

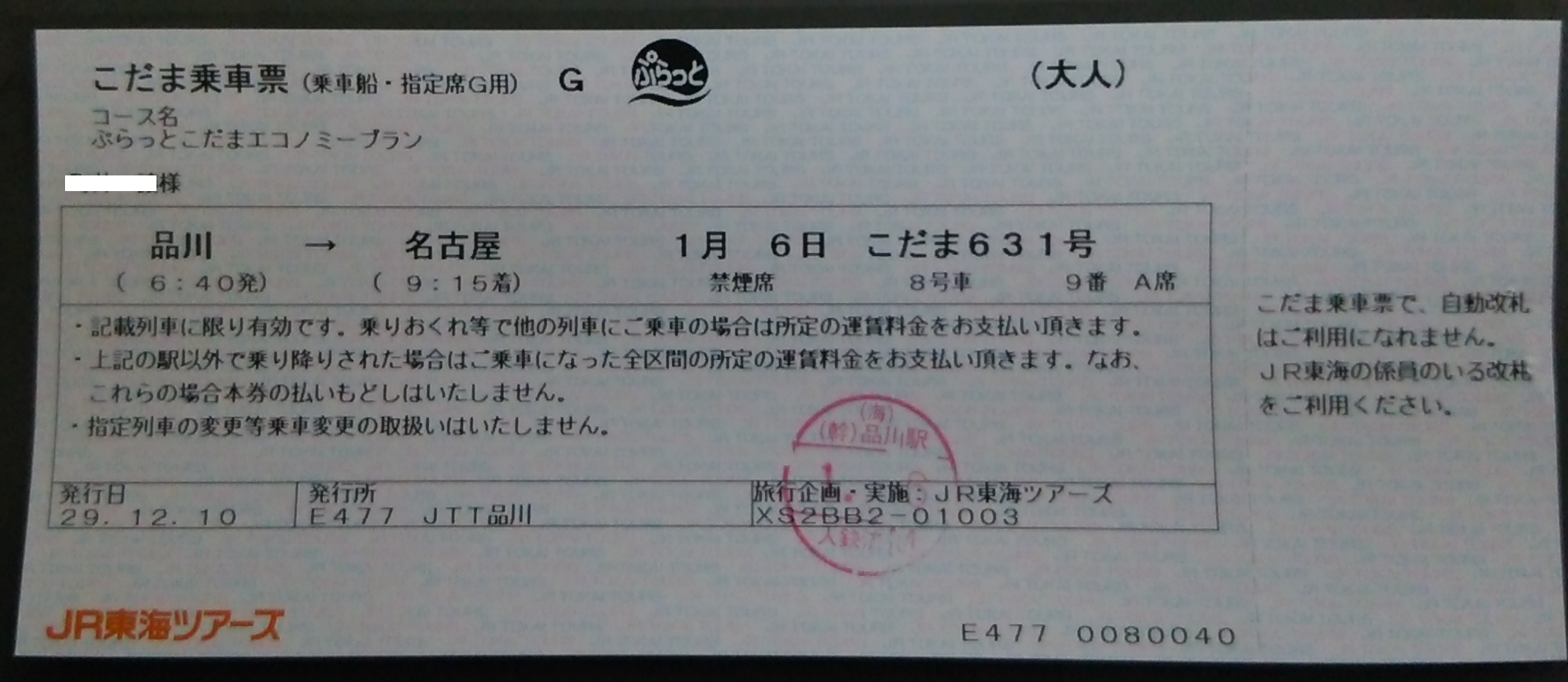
2017年時点のぷらっとこだまの乗車票、当時は自動改札は通過できなかった

この旅行商品の代金に含まれるものは、以下に列挙する2枚の記名済みクーポン券である。
- 日時、列車、座席が指定された「こだま」号乗車票
- 乗車日から1ヶ月有効のワンドリンク引換券

ドリンク引換券はホーム売店など指定された場所で乗車から7日以内に好きなドリンク類と引き換える。引換取扱を行う売店の店頭には、ステッカー掲示が為されている。
以前は車内販売でも引き換え出来たが、2012年3月17日以降「こだま」での車内販売が全廃されたため、車内での引き換えは出来なくなった。

### 設定区間について
本プランで設定されている出発地は、東海道新幹線区間内の東京・品川・新横浜・静岡・浜松・名古屋・京都・新大阪の各駅であり、これらは目的地も兼ねている。
尤も東京・品川の両駅は本プランに於いては同一の出発地として取り扱われているほか〔両駅の何れからでも乗降可能（後記参照）〕、近接する「”東京・品川” - 新横浜」・「静岡 - 浜松」・「京都 - 新大阪」の各区間については設定されていない。

### 注意点
本プランはJRなどの鉄道事業者が発行する「きっぷ」（乗車券＋指定席特急券）ではなく「旅行商品」であることから、以下に列挙する制限が付帯される。そのため広告物やウェブサイトでは「「ぷらっとこだま」はきっぷではありません」と注意を喚起している。
- 座席数・列車・乗降駅は限定される。三河安城や岐阜羽島など、ぷらっとこだまの設定がない列車・区間や停車駅もある。
- 「きっぷ」では無いので、駅やみどりの窓口で購入はできない。乗車変更や払い戻しも一切取り扱わない。学生割引も利用できない。
- 購入は前日22時まで。乗車日の1ヶ月前（前月の同じ日）の11:00からご購入でき、予約可能時間は5:30～23:30。
- 払い戻し（キャンセル）する場合は旅行取引条件書に記載の取消料（キャンセル料）が発生する。
- 列車・座席・乗車日などの変更は一切出来ないので、一旦払い戻した上で購入し直す。
- 途中駅での乗下車は無効となり、乗車全区間の通常運賃・料金が別途必要となる。
- 設定区間外にはみ出す場合（乗降駅の同一改札内で別の東海道・山陽新幹線列車への乗換え含む）は、乗り越す新幹線区間の乗車券・特急券を別途用意する必要がある。乗り越し区間が自由席特急券利用の場合は当然、自由席車に移動しなければならない。
- 指定列車への乗り遅れ等の如何なる理由であっても、指定列車以外の列車には自由席も含めて乗車できない。また、指定列車であっても指定席種以外の利用は自由席も含めて不可[7]。
- 乗車駅（降車駅）が東京もしくは品川の場合に限り、東京・品川いずれの駅からでも乗降可能（新幹線品川駅は便宜上、東京駅の構内として取り扱われる）。

### 販売取扱箇所
- ジェイアール東海ツアーズ公式サイトのみ

下記での販売は、2022年11月30日出発分をもって終了した。
- ジェイアール東海ツアーズの各支店、コールセンター
- JTB各店舗・JTB総合提携販売店（ただし地域限定[8]）

### 歴史
- 1990年4月27日 - ぷらっとこだまエコノミープランとして発売開始[1]
- 2007年ごろ - JR東海ツアーズのWEBサイトにぷらっとこだまページが登場、インターネットから予約可能になる
- 2012年3月17日 - 「こだま号」での車内販売廃止に伴いドリンク引換券が駅構内の店舗のみで利用可能になる
- 2022年11月30日 - ぷらっとこだまエコノミープランからぷらっとこだまに商品名変更。合わせて有人窓口での発売廃止に伴いチケット郵送廃止。これによりぷらっとこだまがすべて東海道新幹線駅での発行、自動改札機対応券となる。
- 2023年10月1日 - 普通車プランのみ価格改定、最大300円値上げ
- 2024年3月1日 - 公式サイトからの予約がEX旅予約に変更、チケットレス化。合わせて価格改定。

## 山陽新幹線「こだま」向け商品

### 旅行会社企画プラン（フリープラン）
山陽新幹線区間で運転されている「こだま」に特化した、前記「ぷらっとこだまエコノミープラン」に相当する旅行商品は、現在、以下に挙げる4プランが存在する《かつては阪急交通社からも「GoGoこだま」の名称で同様に発売されていたが、現在は発売を終了している》。
| - バリ得こだま・ひかり・つばめ（日本旅行） - トク得!ひかり・こだま（JTB） - きままにこだま＆ひかり（近畿日本ツーリスト） - こだまっぷ・ひかりっぷ（南海国際旅行） |

上記列挙4プランとも、前記「ぷらっとこだまエコノミープラン」とは異なり、GW・お盆期間・年末年始を中心に利用不可期間が設定されている《その代わり発売期間内に於いては乗車時期による発売額の変動は存在しない》。またこれらのプランでは、東海道新幹線向けと異なり、一部の「ひかり」も対象となっている。

#### 商品内容
前出の東海道新幹線向け「ぷらっとこだまエコノミープラン」と同様、「こだま乗車票」と付加クーポンの2枚構成とみられるが、このうちの”付加クーポン”について、「ぷらっとこだま」が前記の通り”ワンドリンク引換券”となっているのに対し、山陽新幹線「こだま」向け4プランでは何れも、小倉駅・博多駅構内の指定された店舗で使用できる金券類となっている。
具体的には、「バリ得」「トク得」「こだまっぷ」が各駅構内（新幹線コンコース内）の指定店舗で使用できるクーポン券（「バリ得」「トク得」は200円分、「こだまっぷ」は300円）、「きままに〜」は各駅のJR九州リテールのキヨスクで使用できるクーポン券500円分となる。
なお、後記の通り「こだまっぷ」に限り往復利用プランが別途設定されているが、この場合付加クーポンは片道利用プランの2倍（600円分）となっている。

#### 設定区間について
4プランとも、山陽新幹線区間内の新大阪・新神戸・西明石・姫路・小倉・博多の各駅を出発地兼目的地として設定している。山陽新幹線の「こだま」の大部分にグリーン車がない関係上、前出「ぷらっとこだまエコノミープラン」とは異なり、こだま利用のグリーン車料金は4プランとも設定されていない。
ただし、一部利用可能とされているひかりを指定する場合に限り、追加料金を支払うことでグリーン車を利用可能とするプランも存在する。
そして、プラン毎の旅程設定に際しては関西側新幹線4駅（新大阪・新神戸・西明石・姫路）のうちの1駅と「小倉・博多」のうちの1駅との間で乗車するという形態が採られている《例／「新大阪 - 博多」・「姫路 - 小倉」》。なお、4プランとも関西側新幹線4駅相互間、および「小倉 - 博多」間の利用は不可。
なお、現在対象となっている列車は、4プラン共通で山陽新幹線全区間を走破する「こだま」18本（下り8本・上り10本）と一部の「ひかり」（441号・491号・444号）となっており、「こだまっぷ」以外は姫路始発の下り「こだま729号」が、「こだまっぷ」のみ「ひかり443号・442号」が追加される。また2018年夏頃から「バリ得こだま」は関西発着のみに限り、九州新幹線つばめに乗車できるプランが追加され、名前も「バリ得こだま・ひかり・つばめ」に改められた。

#### 注意点
基本的には4プランとも前出の東海道新幹線向け「ぷらっとこだまエコノミープラン」に於ける注意点（東京・品川両駅発着に関する条項を除く）に準ずるが、相違する点も存在する。
その「ぷらっとこだま」との相違点として・・・
- JR在来線遅延による指定列車への乗り遅れに対する救済措置が一切講じられない[10]
- 4プランとも、自動改札が利用可能な磁気券にて、企画乗車券として発券・交付される。
- 4プランとも、発着地に新神戸駅・新大阪駅・小倉駅・博多駅を選択する場合、特定都区市内制度が適応される。(それぞれ、神戸市内・大阪市内・北九州市内・福岡市内)

が挙げられる。

#### 販売取扱箇所
プランを企画した旅行会社の各店舗ということになるが、「バリ得こだま」および「トク得」については近畿2府4県に所在する店舗、「きままにこだま」および「こだまっぷ」については近畿・九州両地域に所在する店舗に、それぞれ限られる。
また、各プラン企画元旅行会社の公式サイト上からでも申込可能である《インターネット通販形式。「きままにこだま」については、現在、九州発往復タイプに限り公式サイト上からの申込可》。

### 特別企画乗車券（JR西日本）
山陽新幹線を管轄するJR西日本からも、同線内で運行されている「こだま」の利用に特化した特別企画乗車券（トクトクきっぷ）を発売している。

#### こだま指定席往復きっぷ
「こだま」への利用促進を狙って2009年3月10日に発売を開始したトクトクきっぷ《ただし利用開始は同年3月14日》。現在も期間を区切りながら販売継続されている。
有効期間は7日間で、2名以上で同一行程にて旅行し且つ同一の「こだま」に乗車する場合に限り発売される。また、使用開始日の21日前から前日までの間に購入する必要がある《使用開始当日の購入不可》。

##### 対象列車・設定区間・発売額
対象となる列車は、山陽新幹線内で運行されている「こだま」と一部の「ひかり」となっている。
設定区間は多彩である。例えば新大阪（大阪市内）発の場合だと着駅として姫路から広島（広島市内）までの各駅から選ぶことが出来、また博多発の場合には着駅として新尾道から新山口までの各駅から選ぶことが出来るようになっている。
設定区間内に岡山を包含する場合（岡山を発駅または着駅とする場合を除く）で、岡山以東の駅から対象となっている「ひかり」を利用する場合、岡山でその「ひかり」と「こだま」を相互に乗り継ぎすることが出来る《ただし改札を出ることはできない》。
なお発駅もしくは着駅として特定都区市内が適用されているエリア内に所在する新幹線駅を選択した場合、本州内に於いてはその新幹線駅が属する特定都区市内エリアが設定されるが〔例えば「新大阪」を選択すれば「大阪市内」と設定〕、九州島内に所在する小倉・博多両駅については、単駅指定となる《例えば「博多」を選択した場合には「福岡市内」とならず「博多」のまま設定される》。
本トクトクきっぷには駅レンタカー優待利用特典が付帯されている《Sクラスのみ。利用制約条件あり》。

##### 注意点
- 発売枚数に限りがあるため、希望する列車に空席が出ていても購入できない場合があるほか、既に他のきっぷにより全ての座席が予約済みとなっている場合には、予約できない場合がある。
- 購入時に予め示されている対象列車の中から希望する全ての列車について座席指定を受ける必要がある。
- 小児用のみでの使用は出来ない《必ず大人用とセットで使用》。
- 乗継割引は適用されない。
- 使用開始日・指定列車の変更、乗車変更は出来ない。
- 券面表示駅（エリア）以外の駅での乗降不可《途中下車前途無効》[17]。
- 指定列車に乗り遅れたこと等を理由に指定列車・座席以外に乗車する場合、本トクトクきっぷは乗車券部分のみ有効の扱いとなる《新たに利用する列車・座席に対応した料金券類を別途購入する必要がある》。
- 駅レンタカー優待利用特典については本トクトクきっぷを2名以上で利用する場合に限られ、事前予約を要するほか、GW期間、お盆期間や年末年始を中心に特典利用不可期間が存在する。また、特典を利用できるのは本州内に所在する新幹線駅（新大阪 - 新下関）の駅レンタカー営業所に限られる《小倉・博多両駅の駅レンタカー営業所は不可》。
- 払い戻しは全券片未使用または「かえり券」未使用の場合で、且つ有効期間内（指定した列車の出発時刻前）である場合に限り、発売取扱箇所にて対応可能

##### 発売取扱箇所
- JR西日本のインターネット予約サービス「e5489」　駅や旅行会社では発売しない。

#### こだま早特往復きっぷ
2013年4月5日から発売されている、同線内で運行する「こだま」を利用して関西地区と九州地区を行き来する用途に特化したトクトクきっぷ。期間を区切りつつ、現在も販売継続されている。
有効期間は7日間で、使用開始日の21日 - 14日前までに購入する必要がある一方、1名から購入・利用可能である。

##### 対象列車・設定区間・発売額
対象となっている列車は、山陽新幹線全区間を走破する「こだま」18本（下り8本・上り10本）のみとなっている《前出の旅行会社企画4プランでは対象となっている姫路始発の下り「こだま729号」は対象外》。
そして、現在設定されている発売区間は以下の通り《矢印の左側は発駅、右側は着駅を示す；（）内は利用可能な新幹線駅》。
| - 「大阪市内（新大阪）」⇔「北九州市内（小倉）」 - 「大阪市内（新大阪）」⇔「福岡市内（博多）」 - 「神姫ゾーン（新神戸・西明石・姫路）」⇔「北九州市内（小倉）」 - 「神姫ゾーン（新神戸・西明石・姫路）」⇔「福岡市内（博多）」 - 「北九州市内（小倉）」⇔「大阪市内（新大阪）」 - 「福岡市内（博多）」⇔「大阪市内（新大阪）」 - 「北九州市内（小倉）」⇔「神姫ゾーン（新神戸・西明石・姫路）」 - 「福岡市内（博多）」⇔「神姫ゾーン（新神戸・西明石・姫路）」 |

ここで「神姫ゾーン」については、在来線のJR神戸線「立花 - 姫路」間および和田岬線「兵庫 - 和田岬」間、そして新幹線駅である「新神戸」で構成するエリア、と定義されており、エリア内に於ける取扱方については特定都区市内制度に準ずる《途中下車不可或いは前途無効》。
また本トクトクきっぷでは、前出の「こだま指定席往復きっぷ」とは異なり、小倉または博多を発駅もしくは着駅に設定した場合でも各々の駅が属する特定都区市内エリア（「北九州市内」または「福岡市内」）に読み替えられて設定される。

##### 注意点
特定都区市内制度の適用を受けること、管轄旅客会社による改札口利用制限が導入されていないことを除けば、前出の山陽新幹線「こだま」向け旅行会社企画4プランに於ける注意点とほぼ同じである。
払い戻しは全券片未使用または「かえり券」未使用の場合で、且つ有効期間内（指定した列車の出発時刻前）である場合に限り、発売取扱箇所にて対応可能
本トクトクきっぷには、駅レンタカーの優待利用特典は付帯されていない。

##### 発売取扱箇所
- JR西日本のインターネット予約購入サービス「e5489」　駅や旅行会社では発売されていない。

なお、50歳以上（カード所持の制限無し）のおとなび会員用に、新大阪=博多6,100円など多数設定があり、内方乗車可のこだま60%引の「おとなびWeb得割」（商品にはのぞみや在来線のものもある）が存在する。